# Gratias Agit
Gratias Agit (dříve Cena Jana Masaryka Gratias agit) je ocenění udělované od roku 1997 ministrem zahraničních věcí České republiky za šíření dobrého jména České republiky v zahraničí. Je určeno pro osobnosti a organizace za příkladné aktivity v nevládní sféře. Vyznamenaní získávají od roku 2023 symbolické křišťálové pečetidlo, které navrhli Klára Janypková a Tomáš Kučera. Slavnostní předávání probíhá každoročně zpravidla počátkem června ve Velkém sále Černínského paláce. V roce 2020 byla ocenění z důvodu pandemie covidu-19 předána na českých ambasádách v příslušných zemích. V letech 1997–2022 cenu obdrželo 366 osobností a organizací. Do roku 2022 ocenění získávali křišťálový globus navržený akademickým malířem Zdeňkem Petrem.

## Laureáti ocenění Gratias Agit
| 1997 (6 cen)                                                             | 1997 (6 cen) | 1997 (6 cen)                       |
| ------------------------------------------------------------------------ | --- | ---------------------------------- |
| Ing. Zorica Dubovská                                                     | propagátorka přátelství s Indonésií | Česko                              |
| Prof. Emil Friedman                                                      | hudební interpret a pedagog | Venezuela                          |
| Wendy Luersová                                                           | americká nadační aktivistka | USA                                |
| Andrew Valuchek, in memoriam                                             | významný krajan v USA |                                    |
| Česká jednotka SFOR v býv. Jugoslávii                                    | | Česko                              |
| Nadace při ČT Člověk v tísni                                             | | Česko                              |
| 1998 (14 cen)                                                            | |                                    |
| Dashdorjiin Altangerel                                                   | prezident Asociace mongolských absolventů českých škol a kursů                                                                                           | Mongolsko                          |
| Páter Zdeněk Čížkovský                                                   | český misionář v Africe | Jihoafrická republika              |
| Eva Markusová-Roubíčková de Mendez                                       | honorární konzulka České republiky v Guatemale |                                    |
| Meda Mládková                                                            | podporovatelka českého umění | USA                                |
| Dr. Herbert Neumayer                                                     | aktivní propagátor rakousko-českých vztahů | Rakousko                           |
| Dr. Miloslav Rechcigl                                                    | předseda Čs. společnosti pro vědy a umění (SVU) | USA                                |
| Stáňa Šrámková                                                           | japanoložka | Česko                              |
| Karel Velan a Olga Velanová                                              | podnikatelé, mecenáši | Kanada                             |
| Mgr. Sri Kumar Vishwanathan                                              | sociální pracovník v Ostravě | Indie                              |
| Dr.h.c. Milan Vyhnálek                                                   | podnikatel (velkovýroba sýrů), krajan v Tasmánii | Austrálie                          |
| Margareta Waldsteinová-Wartenbergová                                     | prezidentka České maltézské pomoci | Rakousko                           |
| Američtí přátelé České republiky                                         | American Friends of the Czech Republic | USA                                |
| Česko-Italské kulturní centrum Doba v Turíně                             | | Itálie                             |
| Svaz spolků Čechů a Slováků ve Švýcarsku                                 | |                                    |
| 1999 (Cena Jana Masaryka Gratias agit 1999) (11 cen)                     | |                                    |
| Gauthier Coussement                                                      | kulturní pracovník | Belgie                             |
| Lady Milena Grenfell-Bainesová                                           | významná krajanka | Velká Británie                     |
| MUDr. Walter Kotrba                                                      | průkopník německo-českého porozumění | Německo                            |
| Alan Levy                                                                | šéfredaktor The Prague Post | USA                                |
| Eva Marenčáková                                                          | propagátorka ČR | Lucembursko                        |
| Josef Matušek                                                            | český národní buditel v Chorvatsku | Chorvatsko                         |
| Graham Melville-Mason                                                    | popularizátor české hudby | Velká Británie                     |
| Milan Platovský Stein                                                    | podnikatel | Chile                              |
| Barbara Lee Podoski                                                      | krajanka | USA                                |
| Masahiro Yamamoto                                                        | podnikatel, zakladatel „České vesnice“ | Japonsko                           |
| Lubor J. Zink                                                            | exilový publicista | Kanada                             |
| 2000 (Cena Jana Masaryka Gratias agit 2000) (14 cen)                     | |                                    |
| Inge Bro Jørgensenová                                                    | spisovatelka, české reálie | Dánsko                             |
| Oldřich Haselman                                                         | pracovník mezinárodních organizací | Francie                            |
| Fred Kala                                                                | aktivista Amerického Sokola | USA                                |
| Prof. Sergej Vasiljevič Nikolskij, DrSc.                                 | čapkolog | Rusko                              |
| Francisco Otta                                                           | výtvarník a krajanský aktivista | Chile                              |
| Jan Polášek                                                              | architekt a krajanský pracovník | Švédsko                            |
| Vladislav Slavik                                                         | sokolský aktivista | USA                                |
| Petr Stránský                                                            | zakladatel sdružení k záchraně kulturního dědictví v České republice                                                                                     | Švýcarsko                          |
| Prof. Vilém Tauský                                                       | hudebník | Velká Británie                     |
| Jaroslav Vrzala                                                          | křesťanský exilový publicista | Francie                            |
| JUDr. Fernand Zürn                                                       | průkopník novodobých lucembursko-českých vztahů | Lucembursko                        |
| Česká vzdělávací nadace v Texasu                                         | | USA                                |
| Sokol Sydney                                                             | | Austrálie                          |
| Unikátní projekty                                                        | občanské sdružení pomáhající hendikepovaným dětem | Česko                              |
| 2001 (Cena Jana Masaryka Gratias agit 2001) (15 cen)                     | |                                    |
| Dr. April Carterová                                                      | humanistka | Velká Británie                     |
| Ing. Alexandr Drbal                                                      | udržovatel tradice Českých bratří | Ukrajina                           |
| Fernand Halbart                                                          | prezident belgicko-lucemburské obchodní komory pro Českou republiku                                                                                      | Belgie                             |
| Herbert Klement                                                          | podnikatel, přeshraniční spolupráce | Rakousko                           |
| Prof. Mustafa Krantja                                                    | znalec a šiřitel české hudby | Albánie                            |
| Ing. Aleš Macháček                                                       | spolupracovník Palach Press | Česko                              |
| Richard Molineux                                                         | charitativní pracovník | Velká Británie                     |
| Ewald Osers                                                              | překladatel, publicista | Velká Británie                     |
| Jan Pivečka                                                              | obuvnický expert, filantrop | Česko                              |
| Prof. dr. Keitha Sapsin-Fineová                                          | zakladatelka nadace East European Cultural Endowment | USA                                |
| Prof. Larisa Pavlovna Solnceva                                           | ruská teatroložka | Rusko                              |
| Nathan Karol Steiner                                                     | průkopník izraelsko-české spolupráce | Izrael                             |
| Prof. Viktorie Švihlíková                                                | hudební pedagožka | Rakousko                           |
| Asociace Olgy Havlové                                                    | | Francie                            |
| Spolek na podporu české vesnice v Berlíně-Neuköllnu                      | | Německo                            |
| 2002 (Cena Jana Masaryka Gratias agit 2002) (13 cen)                     | |                                    |
| Prof. Karel Čížek                                                        | překladatel | Řecko                              |
| JUDr. Milan Kantor                                                       | zakladatel krajanských nadací v Melbourne | Austrálie                          |
| Prof. Ferdinand Kinský                                                   | odborník na mezinárodní vztahy | Francie                            |
| Páter Václav Mašek                                                       | český duchovní v Banátu | Rumunsko                           |
| Prof. Bohumil Med                                                        | předseda Brazilsko-české kulturní společnosti | Brazílie                           |
| Ing. Václav Pavelka                                                      | krajanský aktivista | Kanada                             |
| Prof. Ing. arch. Jan H. Pokorný                                          | krajanský aktivista, architekt | USA                                |
| Prof. Jan Rubeš                                                          | zakladatel bohemistiky | Belgie                             |
| Mgr. Radko Tichavský                                                     | honorární konzul České republiky | Mexiko                             |
| Robert Vogel                                                             | honorární generální konzul ČR v Hamburku | Německo                            |
| CAROLINUM                                                                | spolek absolventů a přátel Univerzity Karlovy v Praze | Česko                              |
| Regionální organizace ČESKÉHO SPOLKU NA SLOVENSKU v Košicích             | |                                    |
| SVAZ ČECHŮ v Chorvatské republice                                        | | Chorvatsko                         |
| 2003 (16 cen)                                                            | |                                    |
| Ruth Bondyová                                                            | překladatelka | Izrael                             |
| Tonio Casapinta                                                          | honorární konzul České republiky | Malta                              |
| Oldřich Černý                                                            | krajanský aktivista | Švýcarsko                          |
| Guy Erismann                                                             | popularizátor české hudby | Francie                            |
| Maria Goretti Quadros                                                    | charitativní pracovnice | Indie                              |
| Helmut Köser                                                             | zakladatel nadace Most | Německo                            |
| Miroslav Paulik, in memoriam                                             | honorární konzul ČR | Nový Zéland                        |
| Irina Makarovna Poročkina + I. Ivanov                                    | překladatelé a propagátoři české literatury | Rusko                              |
| Peter A. Rafaeli                                                         | generální honorární konzul ČR | USA                                |
| Jaroslav Šonský                                                          | houslista, propagátor české kultury | Švédsko                            |
| Jan Trávníček                                                            | krajanský aktivista | Kanada                             |
| Konstantin Georgiev Trošev                                               | historik, propagátor české kultury | Bulharsko                          |
| Josef Vintr                                                              | bohemista | Rakousko                           |
| ČESKÉ KULTURNÍ CENTRUM Houston                                           | | USA                                |
| POLSKO-ČESKO-SLOVENSKÁ SOLIDARITA                                        | | Polsko                             |
| SPOLEK PŘÁTEL BOHEMIA                                                    | | Maďarsko                           |
| 2004 (15 cen)                                                            | |                                    |
| Vilma Abelesová-Iggersová                                                | česko-německé porozumění | Německo                            |
| Dr. Gerhard H. Bauer                                                     | Österreichische Gesellschaft für Europapolitik | Rakousko                           |
| Vladimír Kabeš                                                           | česko-americké vztahy, lidská práva | USA                                |
| Ferdinand a Knoblochovi                                                  | psychiatrie | Kanada                             |
| Mgr. Riad Kudsi                                                          | propagátor české hudby | Spojené arabské emiráty            |
| Antonín Jaroslav Liehm                                                   | publicista | Francie                            |
| František Listopad                                                       | spisovatel | Portugalsko                        |
| Prof. Robert Pynsent                                                     | bohemista | Velká Británie                     |
| Prof. dr. Dubravka Sesarová                                              | bohemistka | Chorvatsko                         |
| Alexandra Šapovalová                                                     | propagátorka vzájemných vztahů | Mexiko                             |
| Prof. Miroslav Turek                                                     | humanitární a odbojový pracovník | USA                                |
| Monika Zgustová                                                          | překladatelka | Španělsko                          |
| ČESKOSLOVENSKÝ KLUB T. G. Masaryka                                       | | Bulharsko                          |
| ČESKOSLOVENSKÝ ÚSTAV ZAHRANIČNÍ                                          | | Česko                              |
| Krajanský spolek „BESEDA VOLNOST“                                        | | Belgie                             |
| 2005 (19 cen)                                                            | |                                    |
| Tomáš Baťa jr.                                                           | podnikatel | Kanada                             |
| Věra a Petr Bískovi                                                      | vydavatelé Amerických listů | USA                                |
| Jerry L. Elzner                                                          | krajanský aktivista | USA                                |
| Viktor Fischl                                                            | spisovatel, diplomat | Izrael                             |
| Othmar Hanke                                                             | soudce | Rakousko                           |
| Mayenko Hloušek                                                          | scénografka | Argentina                          |
| Ladislav Horňan                                                          | finanční poradce, zakladatel English College v Praze | Velká Británie                     |
| Liu Xingcan                                                              | bohemistka | Čína                               |
| František Makeš                                                          | malíř, restaurátor, vědec | Švédsko                            |
| Franz Olbert                                                             | průkopník česko-německého porozumění, Ackermann-Gemeinde                                                                                                 | Německo                            |
| John Reeves                                                              | spisovatel, publicista, skladatel, sportovec | Kanada                             |
| Angelo Ruoppolo                                                          | honorární konzul | Itálie                             |
| Zora Šemberová                                                           | umělkyně | Austrálie                          |
| Eckhard Thiele                                                           | bohemista | Německo                            |
| Andreas Treichl                                                          | iniciátor projektů před přijetím ČR do EU | Rakousko                           |
| ČESKÝ KLUB KOMENSKÝ, Lincoln                                             | | USA                                |
| KOLEKTIV UČITELŮ BOHEMISTIKY na Univerzitě ELTE Budapest                 | | Maďarsko                           |
| NADACE ROBERTA BOSCHE                                                    | | Německo                            |
| TÝM ČESKÝCH EGYPTOLOGŮ                                                   | | Česko                              |
| 2006 (22 cen)                                                            | |                                    |
| Madeleine Albright                                                       | politička | USA                                |
| Kenneth Belshaw                                                          | podnikatel | Velká Británie                     |
| Sir Anthony Colman                                                       | advokát, zásluhy na zlepšení českého soudnictví | Velká Británie                     |
| Josef Čermák                                                             | advokát, propagátor kultury České republiky | Kanada                             |
| Ing. Eva Dvořáková                                                       | vzájemné česko-slovinské vztahy | Slovinsko                          |
| Xavier Galmiche                                                          | prof. české literatury | Francie                            |
| Kao Sung-Ming                                                            | podnikatel, propagátor české hudby | Tchaj-wan                          |
| Tomáš Kosta                                                              | publicista, politik | Německo                            |
| Jaroslava Moserová- Davidová, in memoriam                                | lékařka, spisovatelka, politička | Česko                              |
| Kateřina Neumannová                                                      | sportovkyně | Česko                              |
| Jiří Nováček                                                             | krajan, propagátor Sokola | Rakousko                           |
| J.V. Norodom Sihamon                                                     | král Kambodže |                                    |
| Petra Procházková                                                        | novinářka | Česko                              |
| Josef Škvorecký a Zdena Salivarová                                       | spisovatelé | Kanada                             |
| Tomáš Špidlík                                                            | kardinál, filosof | Vatikán                            |
| Helena Voldanová                                                         | krajanka, komenioložka | Argentina                          |
| Prof. Ing. Ivan Wilhelm                                                  | vědec, pedagog | Česko                              |
| Orhan Yüce                                                               | podnikatel, propagátor České republiky | Turecko                            |
| AMERICKÝ SOKOL                                                           | | USA                                |
| Univerzita zahraničních studií Hankuk                                    | | Korea                              |
| Glasgalerie Hittfeld – Eliška Stölting                                   | | Německo                            |
| Konfederace politických vězňů                                            | | Česko                              |
| 2007 (16 cen)                                                            | |                                    |
| Irène Bizot                                                              | propagátorka spolupráce českých a francouzských muzeí | Francie                            |
| Miloš Forman                                                             | filmový umělec | USA/Česko                          |
| Jiří Hlinka                                                              | hudební pedagog | Norsko                             |
| Dušan Karpatský                                                          | literární historik, překladatel | Česko/Chorvatsko                   |
| Irena Kirkland                                                           | bojovnice za lidská práva | USA                                |
| Erich a Brigitte Krausovi                                                | propagátoři německo-českého porozumění | Německo                            |
| Charles Merrill                                                          | pedagog, filantrop | USA                                |
| Leo Metsar                                                               | bohemista | Estonsko                           |
| Thi Mui Nguyen                                                           | bohemistka | Vietnam                            |
| Christa Rothmeier                                                        | bohemistka | Rakousko                           |
| Chanan Rozen                                                             | předseda izraelské společnosti přátel České republiky | Izrael                             |
| Edna Ruiz Gómez                                                          | pedagožka | Mexiko                             |
| Kerry Stratton                                                           | dirigent, propagátor české hudby | Kanada                             |
| Fernando Villaverde De Valenzuela                                        | novinář, publicista | Španělsko                          |
| Hnutí Stonožka „Na vlastních nohou“                                      | dobrovolné humanitární a mírové hnutí | Česko (Norsko, svět)               |
| CENTRUM ČESKÉHO DĚDICTVÍ A KULTURY v Texasu                              | krajanská organizace usilující o uchování a propagaci českého kulturního dědictví                                                                        | USA                                |
| 2008 (19 cen)                                                            | |                                    |
| Peter Bakewell                                                           | diplomat, a zastánce lidských práv | Kanada (Cenu převzal v říjnu 2007) |
| Peter Becher                                                             | historik, jednatel Spolku Adalberta Stiftera | Německo                            |
| Nika Brettschneiderová                                                   | profesorka dramatických umění prezentující české divadlo v zahraničí                                                                                     | Rakousko                           |
| Karel Hanzl                                                              | starosta Školského spolku Komenský ve Vídni | Rakousko                           |
| Pavel Kohout                                                             | spisovatel, organizátor kulturního dění | Rakousko                           |
| Frank Lampl                                                              | propagátor česko-britských vztahů a českých zájmů | Velká Británie                     |
| Helena Miškufová                                                         | spoluzakladatelka Českého spolku | Slovensko                          |
| Libuše Múllerová                                                         | odborná poradkyně, iniciátorka pročeských aktivit | Dánsko                             |
| Galina Parfeňjevna Neščimenko                                            | bohemistka | Rusko                              |
| Věra Neumannová                                                          | propagátorka české kultury, mecenáška, zastánkyně práv dětí                                                                                              | Švýcarsko                          |
| Mathilda Nostitzová                                                      | patronka zrakově postižených | Česko                              |
| Vatjo Rakovski, in memoriam                                              | básník, překladatel, diplomat | Bulharsko                          |
| Paul Rausnitz                                                            | podnikatel, mecenáš | USA                                |
| Jan Šedivka                                                              | houslista, propagátor české hudby | Austrálie                          |
| Jan Vladislav                                                            | spisovatel, básník a překladatel | Česko                              |
| Antje Vollmer                                                            | politička, publicistka, dlouhodobě se angažuje pro rozvoj dobrých česko-německých vztahů                                                                 | Německo                            |
| Divadlo ZA ROHEM                                                         | dobrovolná nevýdělečná organizace | Kanada                             |
| RADNICE města DE PANNE                                                   | organizuje slavnostní uctění památky čsl. vojáků | Belgie                             |
| SVU, místní skupina Washington, D.C.                                     | organizace dlouhodobě usilující o co nejlepší obraz České republiky                                                                                      | USA                                |
| 2009 (13 cen)                                                            | |                                    |
| Soňa Čechová, in memoriam                                                | překladatelka, publicistka a vydavatelka, propagátorka česko-slovenské vzájemnosti                                                                       | Slovensko                          |
| Nikolai Ivanovich Dmitriev                                               | vysokoškolský pedagog, historik, mapuje působení československých legií v Rusku                                                                          | Ruská federace                     |
| Čestmir Mirko Dušek                                                      | dirigent, skladatel a pedagog českého původu | Bosna a Hercegovina                |
| Walter Hölhuber                                                          | předseda rakousko-česko-bavorského spolku pohraničních obcí, aktivní zastánce česko-rakouského dialogu                                                   | Rakousko                           |
| Young-Chul Choi                                                          | hudební pedagog a dirigent, propagátor české hudby | Jižní Korea                        |
| Itaru Iijima                                                             | bohemista, překladatel | Japonsko                           |
| Antonín Martínek                                                         | krajan podporující české univerzity | Kanada                             |
| Ladislav Matějka                                                         | krajan, bohemista | USA                                |
| Geoffrey Piper                                                           | propagátor a sponzor české hudby | Lucembursko                        |
| Mariusz Szeczygieł                                                       | novinář a spisovatel propagující českou kulturu, dějiny a tradice                                                                                        | Polsko                             |
| Pablo Tesák, in memoriam                                                 | podnikatel a humanista | Salvador                           |
| Paul Wilson                                                              | novinář, publicista, překladatel | Kanada                             |
| Papežská kolej Nepomucenum                                               | centrum vzdělanosti české církevní elity | Vatikán                            |
| 2010 (15 cen)                                                            | |                                    |
| Nataša Al Rádí Cimbálová                                                 | propagátorka české hudby | Irák                               |
| Alfred Bader                                                             | mecenáš českých studentů v oboru chemie | USA                                |
| Jeho Eminence Giovanni kardinál Coppa                                    | bývalý papežský nuncius | Vatikán                            |
| Zdeněk Radslav Dittrich                                                  | profesor historie a komeniolog | Nizozemsko                         |
| Lubomír Doležel                                                          | bohemista a literární teoretik | Kanada                             |
| Jan Drahota                                                              | starosta Sokola | Jihoafrická republika              |
| Hans Eibauer                                                             | vedoucí Centra Bavaria Bohemia | Německo                            |
| Manfred Linsbauer                                                        | organizátor festivalů českých a rakouských sborů | Rakousko                           |
| Donka Rousová                                                            | bohemistka, pedagožka, překladatelka | Makedonie                          |
| Alfredo Gerhard Sobotka                                                  | propagátor české kultury a obchodu | Brazílie                           |
| František Šedý                                                           | zakladatel Asociace TGM a Sdružení česko-slovenského přátelství v Lucembursku                                                                            | Lucembursko                        |
| Gert Weisskirchen                                                        | předseda Česko-německého fóra | Německo                            |
| Lyceum Carnot                                                            | Dijon | Francie                            |
| Lyceum Alphonse Daudeta, Nîmes                                           | francouzská lycea s historickými českými sekcemi | Francie                            |
| NOVÉ DIVADLO                                                             | české ochotnické divadlo v Torontu | Kanada                             |
| 2011 (13 cen)                                                            | |                                    |
| Niels Barfoed                                                            | spisovatel a publicista, osobnost česko-dánských vztahů                                                                                                  | Dánsko                             |
| Jana Claverie                                                            | historička umění se specializací na 20. století | Francie                            |
| Aleksandar Ilić                                                          | bohemista, spisovatel, překladatel a diplomat | Srbsko                             |
| Karel Janovický                                                          | hudební skladatel, klavírista a publicista | Velká Británie                     |
| Mikuláš Lobkowicz                                                        | filozof a uznávaný odborník v oboru politických vztahů                                                                                                   | Německo                            |
| Oleg Malevič                                                             | bohemista, literární vědec a překladatel | Rusko                              |
| Hugo Marom                                                               | válečný veterán, autor zlepšovacích patentů a podnikatel                                                                                                 | Izrael                             |
| Ivor McElveen                                                            | protagonista česko-irské hospodářské spolupráce | Irsko                              |
| Giuliano Pellegrini                                                      | předseda Svazu obcí Ledrenského údolí | Itálie                             |
| Antonis Protopapas                                                       | sociální vědec, odborník na husitské hnutí | Kypr                               |
| Mirek Smíšek                                                             | umělecký keramik a malíř | Nový Zéland                        |
| Raymond J. Snokhous                                                      | generální honorární konzul České republiky v Texasu | USA                                |
| Sir Tom Stoppard                                                         | současný britský dramatik a scenárista | Velká Británie                     |
| 2012 (12 cen)                                                            | |                                    |
| Nazmi Akiman                                                             | diplomat, podnikatel a předseda Česko-turecké podnikatelské rady                                                                                         | Turecko                            |
| Jalair Byaruuzana Altan-Ochir                                            | režisér loutkového divadla a pedagog | Mongolsko                          |
| Sylva Berková De Arredondo                                               | předsedkyně Českého spolku v Misiones | Argentina                          |
| Vladimír Bláha                                                           | ochránce práv národnostních menšin a předseda České besedy                                                                                               | Bosna a Hercegovina                |
| Jiří Chmel                                                               | signatář Charty 77 a zakladatel centra české exilové kultury ve Vídni                                                                                    | Rakousko                           |
| Anna Janků                                                               | zakladatelka a předsedkyně Sdružení českých žen v Káhiře                                                                                                 | Egypt                              |
| Eva Jiřičná                                                              | mezinárodně uznávaná česká architektka | Velká Británie                     |
| Ladislav Pavlík                                                          | předseda mnichovské pobočky Československé společnosti pro vědy a umění                                                                                  | Německo                            |
| Lucie Slavíková-Boucher                                                  | lékařka a zakladatelka České školy bez hranic | Francie                            |
| Antonín Tučapský                                                         | hudební skladatel, dirigent a pedagog | Velká Británie                     |
| Natalia Tumarec                                                          | ředitelka muzea Ivana Olbrachta v Koločavě | Ukrajina                           |
| Ája Vrzáňová                                                             | bývalá krasobruslařka, předsedkyně Mezinárodního koordinačního výboru zahraničních Čechů                                                                 | USA                                |
| 2013 (14 cen)                                                            | |                                    |
| Helena Basler                                                            | předsedkyně Kulturního klubu Čechů a Slováků v Rakousku                                                                                                  | Rakousko                           |
| Bohuslava Bradbrooková                                                   | česko-anglická spisovatelka a literární historička | Velká Británie                     |
| Adel Čiljakova                                                           | novinářka, překladatelka a organizátorka kulturních akcí                                                                                                 | Uzbekistán                         |
| Jiří Georg Dokoupil                                                      | současný český experimentální umělec | Česko                              |
| Mons. Petr Esterka                                                       | biskupský vikář, koordinátor duchovní služby pro krajany v USA, Kanadě a Austrálii                                                                       | USA                                |
| Andrzej Jagodziński                                                      | publicista a překladatel české literatury, ředitel Polského institutu v Bratislavě                                                                       | Polsko                             |
| Leonora Janotová                                                         | předsedkyně Svazu Čechů v Chorvatské republice | Chorvatsko                         |
| Magdalena Jetelová                                                       | sochařka a autorka konceptuálních projektů | Německo                            |
| Magdalena Kožená                                                         | česká operní pěvkyně | Česko                              |
| Paolo Petiziol                                                           | honorární konzul v Udine a ekonomicko právní poradce | Itálie                             |
| Marie Provazníková                                                       | evangelická laická kazatelka | Ukrajina                           |
| Dagmar Takácsová                                                         | oční lékařka a krajanská aktivistka, organizátorka Dnů české kultury v Košicích                                                                          | Slovensko                          |
| Leonard Tobing                                                           | diplomat, podporovatel indonésko-českých vztahů | Indonésie                          |
| Charita Česká republika                                                  | nezisková humanitární organizace, poskytovatel sociálních a zdravotních služeb                                                                           | Česko                              |
| 2014 (15 cen)                                                            | |                                    |
| Karel Aster                                                              | účastník bojů o Filipíny z druhé světové války | Filipíny/USA                       |
| Serge Baudo                                                              | světově proslulý francouzský dirigent | Francie                            |
| Edward J. Dellin                                                         | předseda pražského výboru Chicago Sister Cities | USA                                |
| Almis Grybauskas                                                         | bohemista, básník, překladatel, publicista a pedagog | Litva                              |
| Patrick Matthew A. Herminie                                              | předseda Národního shromáždění Seychelské republiky |                                    |
| Agnieszka Hollandová                                                     | filmová režisérka a scenáristka světového renomé | Polsko                             |
| Josef Chromý                                                             | podnikatel, investor, producent a vývozce vína a potravin                                                                                                | Austrálie                          |
| Eliška Krausová                                                          | výkonná ředitelka krajanského spolku Asocheca | Kolumbie                           |
| Reiner Kunze                                                             | básník a překladatel | Německo                            |
| Blanka Matragi                                                           | akademická malířka, módní návrhářka a designérka | Libanon                            |
| Odilon Borges Jr.                                                        | honorární konzul České republiky | Brazílie                           |
| Prof. Otto Pick                                                          | aktivní účastník zahraničního odboje, odborník na mezinárodní vztahy                                                                                     | Česko                              |
| André Poirot                                                             | iniciátor partnerství měst Darney a Slavkov | Francie                            |
| Ján Valach                                                               | propagátor české hudby, varhaník a dirigent | Belgie                             |
| MASARYKŮV ÚSTAV, krajanská a charitativní organizace se sídlem v Torontě | Kanada |                                    |
| 2015 (13 cen)                                                            | |                                    |
| Jacek Baluch                                                             | bohemista a literární vědec, bývalý velvyslanec | Polsko                             |
| Dolores Ljiljana Baťa Arambašić                                          | podporovatelka česko, brazilských vztahů v oblasti kultury a školství                                                                                    | Brazílie                           |
| Yehuda Bauer                                                             | historik českého původu | Izrael                             |
| Ivana a Jan Benda (architekt)                                            | architekti, zakladatelé Českého a slovenského klubu v Šanghaji s v Suzhou a Česko-čínské podnikatelské rady                                              | Česko, Kanada, Čína                |
| Josef Czernin                                                            | potomek českého šlechtického rodu, podporovatel krajanů ve Velké Británii                                                                                | Velká Británie (in memoriam)       |
| Vjenceslav Herout                                                        | historik, pedagog | Chorvatsko                         |
| Jaromír Jágr                                                             | světově známý hokejista | Česko                              |
| Kristina Jurosz-Landová                                                  | zakladatelka a předsedkyně Německo-české společnosti v Bayreuthu                                                                                         | Německo                            |
| Jānis Krastiņš                                                           | bohemista, překladatel | Lotyšsko                           |
| Jón Ólafsson                                                             | honorární konzul ČR pro Islandskou republiku v letech 1994–2015                                                                                          | Island                             |
| Ilse Reiner-Eichnerová                                                   | autorka knihy a článků o holocaustu | USA                                |
| Lída Sandera                                                             | podporovatelka české kultury a dlouholetá předsedkyně krajanské organizace Společnost pro vědu a umění v Los Angeles                                     | USA                                |
| Michal Wittmann                                                          | předseda Asociace česko – slovensko – lucemburského přátelství                                                                                           | Lucembursko                        |
| 2016 (16 cen)                                                            | |                                    |
| Aleš Bárta                                                               | zdravotník | Keňa                               |
| Jiří Bubeníček a Otto Bubeníček                                          | baletní mistři | Česko, Německo                     |
| Carlo Capalbo                                                            | výkonný ředitel společnosti Prague International Marathon a Tempo Team Prague, prezident organizačního výboru RunCzech běžecké ligy                      | Itálie                             |
| Věra Čáslavská                                                           | gymnastka | Česko                              |
| Anna de Almeidová                                                        | bohemistka, překladatelka, tlumočnice, lektorka českého jazyka a literatury, propagátorka české kultury, předsedkyně Klubu Čechů a Slováků v Portugalsku | Portugalsko                        |
| Avraham Harshalom                                                        | podnikatel | Izrael                             |
| Anca Irina Ionescu                                                       | bohemistka, překladatelka, propagátorka české literatury                                                                                                 | Rumunsko                           |
| Milan Kroupa                                                             | podnikatel a aktivista krajanských sdružení | Kanada                             |
| Vladimír Michal                                                          | zakladatel společnosti Artforum | Slovensko                          |
| Jana Rodríguezová                                                        | propagátorka českého jazyka, lektorka, tlumočnice a překladatelka                                                                                        | Kuba                               |
| Petr Řehoř                                                               | akademický malíř, kurátor a výtvarný kritik | Finsko                             |
| Petr Sís                                                                 | ilustrátor, spisovatel a filmař | USA                                |
| Hanuš Jiří Stein                                                         | pěvec, hudební pedagog | Chile                              |
| Suren TSATSRAL a Purevjav TSENGUUN                                       | manželský pár podnikatelů a mecenášů kultury a vzdělání                                                                                                  | Mongolsko                          |
| 2017 (15 cen)                                                            | |                                    |
| Jiří Bělohlávek                                                          | dirigent (uděleno in memoriam) | Česko                              |
| Dostatni Tomasz                                                          | katolický kněz a publicista | Polsko                             |
| Clara Janés Nadal                                                        | básnířka, prozaička a překladatelka české poezie do španělštiny                                                                                          | Španělsko                          |
| Miriam Kama                                                              | předsedkyně haifské pobočky Sdružení Čechoslováků žijících v Izraeli                                                                                     | Izrael                             |
| Doris Kumarová                                                           | propagátorka české kultury v Indii | Indie                              |
| Jaroslav Kynčl                                                           | krajan, vědec a mecenáš | USA                                |
| Paul Millar                                                              | honorární konzul České republiky v Edinburghu | Velká Británie                     |
| Ludmila Michina                                                          | předsedkyně České národní rady Ukrajiny a předsedkyně spolku Vyšehrad                                                                                    | Ukrajina                           |
| Damjan Prelovšek                                                         | profesor dějin a umění, bývalý velvyslanec Slovinské republiky v České republice                                                                         | Slovinsko                          |
| Oliver Rathkolb                                                          | historik | Rakousko                           |
| Martina Sáblíková                                                        | rychlobruslařka | Česko                              |
| Jürgen Serke                                                             | literární publicista | Německo                            |
| Georgina Sehnoutka Steinsky                                              | krajanka a mecenáška | Kanada                             |
| Alena Wagnerová                                                          | českoněmecká spisovatelka a publicistka | Česko, Německo                     |
| Věra Yabéko Vitáčková                                                    | lékařka, honorární konzulka České republiky | Kamerun                            |
| 2018 (14 cen)                                                            | |                                    |
| Watheq al-Qsous                                                          | lékař | Jordánsko                          |
| Hartmut Binder                                                           | literární vědec | Německo                            |
| Jana Bratinková                                                          | předsedkyně Klubu občanů České republiky na Slovensku | Slovensko                          |
| Jaroslav Havelka                                                         | předseda Besedy Slovan | Švýcarsko                          |
| Estanislao Kocourek                                                      | architekt a stavitel, mecenáš krajanských aktivit | Argentina                          |
| Jaroslav Mařík                                                           | lékař | USA                                |
| Josef Opatrný                                                            | iberoamerikanista | Česko                              |
| Jana Reichová                                                            | organizátorka krajanského života v Austrálii, propagátorka české kultury                                                                                 | Austrálie                          |
| Jiří Šíma                                                                | hydrogeolog | Etiopie                            |
| Otakar Štorch                                                            | básník a iniciátor krajanského života ve Švédsku | Švédsko                            |
| Kateřina Vlasáková                                                       | lektorka českého jazyka, překladatelka a propagátorka české kultury ve Španělsku                                                                         | Španělsko                          |
| Památník Lidice                                                          | | Česko                              |
| Pařížský Sokol                                                           | | Francie                            |
| Skupina "Osmi statečných"                                                | demonstranti na Rudém náměstí v roce 1968 | Rusko                              |
| 2019 (16 cen)                                                            | |                                    |
| Zuzana Ceralová Petrofová                                                | podnikatelka, propagátorka české hudby, kultury a řemesla ve světě                                                                                       | Česko                              |
| Volodymyr Volodymyrovyč Čubirko                                          | ředitel dobročinného fondu Viza, iniciátor spolupráce mezi Zakarpatskou oblastí a Českou republikou                                                      | Ukrajina                           |
| Dušan Hladík                                                             | katolický kněz a misionář, doktor teologie a církevní historik                                                                                           | USA                                |
| Beatrix Jerie                                                            | propagátorka české hudby, organizátorka komorního cyklu Kammermusik um halb acht v Basileji a umělecká vedoucí Mendelssohnova festivalu v Alpách         | Švýcarsko                          |
| Miloš Krajný                                                             | lékař, organizátor hudebních večerů "Nokturna ve městě"                                                                                                  | Kanada                             |
| Marijan Lipovac                                                          | bohemista, historik, předseda chorvatsko-české společnosti                                                                                               | Chorvatsko                         |
| Piro Milkani                                                             | filmový režisér a scenárista, bývalý diplomat | Albánie                            |
| Reza Mirchi                                                              | podporovatel poznávání a sbližování české a íránské kultury                                                                                              | Írán                               |
| Dušan Robert Pařízek                                                     | herec, režisér, dramatik, umělecký ředitel festivalu českého umění a kultury Praha – Berlín                                                              | Německo                            |
| Karl Peterlik                                                            | rakouský diplomat působící v Praze v přelomových letech 1968 a 1989                                                                                      | Rakousko                           |
| Mark Podwal                                                              | lékař, grafik, malíř, ilustrátor, filmař, dlouhodobý propagátor české a židovské tradice v USA                                                           | USA                                |
| Bohdan Pomahač                                                           | plastický chirurg | USA                                |
| Verita Sriratana                                                         | profesorka na Chulalongkorn University v Bangkoku, propagátorka České republiky v Thajsku                                                                | Thajsko                            |
| Tea Tihounová                                                            | zakladatelka a vedoucí mise Charity ČR v Zambii | Zambie                             |
| Jan Voříšek                                                              | realizátor charitativních projektů | Gruzie                             |
| Memorial                                                                 | sdružení desítek organizací ze země bývalého SSSR, podporující občanskou společnost                                                                      | Rusko                              |
| 2020 (11 cen)                                                            | |                                    |
| Joan Chandos Baez                                                        | folková zpěvačka a písničkářka | USA                                |
| Peter Bugge                                                              | lektor na Aarhuské univerzitě, překladatel, propagátor českého jazyka a kultury                                                                          | Dánsko                             |
| Jara Dušátko                                                             | významná krajanská aktivistka, propagátorka českého jazyka a sokolské myšlenky v USA                                                                     | USA                                |
| Julian Kazimierz Golak                                                   | průkopník česko-polské regionální spolupráce, nakladatel, politik, organizátor polsko-českých dnů křesťanské kultury                                     | Polsko                             |
| Akif Guliyev, in memoriam                                                | doktor biologických věd, bývalý prorektora děkan biologické fakulty Bakuské státní univerzity                                                            | Ázerbájdžán                        |
| David Avraham Hercky                                                     | honorární konzul České republiky v Eilatu, předseda izraelsko-české obchodní a průmyslové komory                                                         | Izrael                             |
| Tali Nates                                                               | vědecká pracovnice,ředitelka centra holocaustu a genocidy v Johannesburgu                                                                                | Jihoafrická republika              |
| Alena Slunéčková a Emmanuel de Véricour                                  | česká tlumočnice a divadelnice a francouzský divadelní ředitel, režisér a producent                                                                      | Francie                            |
| Thorvald Steen                                                           | spisovatel a historik | Norsko                             |
| Margita Štěrbová                                                         | horolezkyně, humanitární pracovnice | Pákistán                           |
| Ottó Zachár                                                              | zakladatel a dlouholetý předseda Společnosti přátel Bohemia                                                                                              | Maďarsko                           |
| 2021 (11 cen)                                                            | |                                    |
| Dana Bartáková                                                           | zakladatelka školky a školy v Bamaku | Mali                               |
| Michael Beckerman                                                        | profesor hudební vědy | USA                                |
| Tora Hedin                                                               | lektorka českého jazyka a literatury, překladatelka | Švédsko                            |
| François Hirsch-Kérel                                                    | překladatel | Francie                            |
| Jiří Kylián                                                              | choreograf | Nizozemsko                         |
| Ivan Liška                                                               | tanečník, choreograf, pedagog, ředitel bavorského státního baletu v Mnichově, umělecký vedoucí Bavorského Junior Baletu Mnichov                          | Německo                            |
| José Julio Moreno Baena                                                  | kulturní mecenáš, propagátor česko-španělského přátelství                                                                                                | Španělsko                          |
| František Příhoda                                                        | australský olympionik českého původu, propagátor českého lyžařského sportu v Austrálii                                                                   | Austrálie                          |
| Daniela Ryugo                                                            | profesorka katedry bohemistiky na Tokijské univerzitě mezinárodních studií                                                                               | Japonsko                           |
| Paul Twaroch                                                             | novinář, intendant Dolnorakouského studia ORF | Rakousko                           |
| Ludmila Zeman                                                            | filmařka, autorka, ilustrátorka | Kanada                             |
| 2022 (8 cen)                                                             | |                                    |
| Tamara Adasan                                                            | ředitelka neziskové organizace Asociace Home Care | Moldavsko                          |
| Česká škola Řím                                                          | | Itálie                             |
| Leszek Engelking                                                         | básník, prozaik, překladatel, literární vědec a kritik                                                                                                   | Polsko                             |
| Samir Yousef Salim Hazbun                                                | Honorární konzul ČR v Betlémě, předseda Betlémské obchodní a průmyslové komory                                                                           | Palestina                          |
| Karl Nii Ayikai Laryea                                                   | podnikatel, podporvatel česko-ghanských ekonomický a politických vztahů                                                                                  | Ghana                              |
| Antoine Marès                                                            | Emeritní profesor na Sorbonně | Francie                            |
| Cecilia Rokusek                                                          | Ředitelka National Czech & Slovak Museum & Library v Cedar Rapids                                                                                        | USA                                |
| Binh Slavická                                                            | Odborná asistentka v Ústavu asijských studií Univerzity Karlovy, lektorka vietnamistiky, překladatelka                                                   | Vietnam                            |